# Narciarski bieg na orientację na Zimowych Światowych Wojskowych Igrzyskach Sportowych 2013
Narciarski bieg na orientację na 2. Zimowych Światowych Wojskowych Igrzyskach Sportowych – jedna z zimowych dyscyplin sportu rozgrywanych podczas igrzysk wojskowych w miejscowości Annecy położonej we Francji w dniach 26 - 27 marca 2013.

## Harmonogram
| Marzec 2013                   | 25 Pn | 26 Wt | 27 Śr | 28 Cz | 29 Pt |
| ----------------------------- | ----- | ----- | ----- | ----- | ----- |
| Narciarski bieg na orientację |       | 2     | 2     |       |       |

Legenda
|  | Eliminacje |  | Finał (ilość) |

## Medaliści

### Kobiety
| Konkurencja   | Złoto                                                            | Wynik   | Srebro                                                       | Wynik   | Brąz                                                              | Wynik   |
| Konkurencja   | Drużyna/Zawodniczka                                              | Wynik   | Drużyna/Zawodniczka                                          | Wynik   | Drużyna/Zawodniczka                                               | Wynik   |
| indywidualnie | Natalia Tomiłowa                                                 | 0:44:57 | Natalia Naumowa                                              | 0:48:02 | Élodie Bourgeois-Pin                                              | 0:48:33 |
| sztafeta      | Francja · Élodie Bourgeois-Pin · Charlotte Bouchet · Fanny Roche | 1:56:11 | Rosja · Natalia Tomiłowa · Natalia Naumowa · Tatiana Własowa | 1:57:38 | Kazachstan · Maria Własowa · Elmira Mołdaszewa · Riana Khassanowa | 3:00:53 |

### Mężczyźni
| Konkurencja   | Złoto                                                        | Wynik   | Srebro                                                 | Wynik   | Brąz                                                       | Wynik   |
| Konkurencja   | Drużyna/Zawodnik                                             | Wynik   | Drużyna/Zawodnik                                       | Wynik   | Drużyna/Zawodnik                                           | Wynik   |
| indywidualnie | Eduard Chrennikow                                            | 0:46:34 | Stanimir Belomazhev                                    | 0:48:27 | Vadim Tolstopyatov                                         | 0:50:28 |
| sztafeta      | Rosja · Eduard Chrennikow · Vadim Tolstopyatov · Jegor Zorin | 1:39:59 | Norwegia · Eivind Tonna · Ola Berger · Eirik Watterdal | 1:44:36 | Finlandia · Lauri Nenonen · Tero Linnainmaa · Tuomas Kotro | 1:52:15 |

## Klasyfikacja medalowa
* Gospodarz zawodów został zaznaczony tym kolorem.
| Miejsce           | Reprezentacja     | Złoto | Srebro | Brąz | Razem |
| ----------------- | ----------------- | ----- | ------ | ---- | ----- |
| 1                 | Rosja             | 3     | 2      | 1    | 6     |
| 2                 | Francja *         | 1     | 0      | 1    | 2     |
| 3                 | Bułgaria          | 0     | 1      | 0    | 1     |
| 3                 | Norwegia          | 0     | 1      | 0    | 1     |
| 5                 | Finlandia         | 0     | 0      | 1    | 1     |
| 5                 | Kazachstan        | 0     | 0      | 1    | 1     |
| Ogółem (6 państw) | Ogółem (6 państw) | 4     | 4      | 4    | 12    |